# Francesc Camboliu
Francesc Camboliu (Palaldà, 9 d'agost del 1820 - Montpeller, 29 d'octubre del 1869) va ser un professor, escriptor i estudiós de la llengua catalana, autor de la primera visió de conjunt de la literatura catalana apareguda en un idioma no hispànic.

## Biografia
Després d'estudiar a Tuïr i Vinçà, va ser mestre d'estudis al col·legi de Perpinyà (1841) i regent de curs al de Bedarius (Erau) el 1843. Es llicencià en lletres el 1844, i a l'any següent ensenyà al col·legi reial de Pau. Es presentà als concursos (oposicions) d'agregat, i en sortí amb una de les millors qualificacions el 1847. Després d'ensenyar retòrica a Alger durant tres anys, obtingué una càtedra a Tolosa, on es llicencià en dret i es doctorà en lletres. El 1854 hom el nomenà per a la càtedra de retòrica al liceu de Montpeller. Per decret imperial del maig del 1859 esdevingué professor de literatura antiga a la Facultat de Lletres de la Universitat d'Estrasburg, càrrec a què hagué de renunciar per la poca salut de la seva esposa. Tornà a Montpeller el 1862 per a ensenyar-hi literatura antiga a la Facultat de Lletres, i romangué en el càrrec fins al seu traspàs el 1869.
El 1869 fundà amb Charles de Tourtoulon, Anatole Boucherie, Pau Glèisa i Aquiles Montèl la Société pour l'Etude des Langues Romanes a Montpeller.

## Obres
- Les femmes d'Homère, text francès per la tesi doctoral
- Progrès de l'histoire depuis Hérodote jusqu'à Bossuet, text llatí per la tesi doctoral
- Étude sur Vauvenargues, article a Mémoires de l'Académie des sciences et lettres de Montpellier
- La poésie à Cuba el le poète Placido, article
- Le Cid de la légende el le Cid de l'histoire, article
- Renaissance de la poésie provençale à Toulouse au XIVe siècle
- Note sur les limites méridionales de la Celtique
- Essai sur la fatalité dans le théâtre grec Paris, 1855
- Essai sur l'histoire de la littérature catalane Paris (Montpeller): Durand, 1857
- Essai sur l'histoire de la littérature catalane. 2e ed. augmentée de la Comedia de la Gloria d'Amor de Fra Rocaberti et d'un fragment de la traduction catalane de Dante Paris, 1858
- Recherches sur les origines étymologiques de l'idiome catalan, article a Mémoires de l'Académie des sciences et lettres de Montpellier (1859-1863) p. 1-15, 487-504
- Critique contemporaine, discours prononcé à la Faculté des lettres de Montpellier, dans la séance de rentrée, le 15 novembre 1864 Paris, 1864
- Julie de Montcléry, novel·la
- La maison de Rocagirada, novel·la publicada a Revue contemporaine
- Le Droit des aînés, fulletó publicat al Messager du Midi
- Conférences de Perpignan. Leçon d'ouverture (11 janvier 1867), Arago professeur et écrivain.  Perpinyà: Impr. Mlle. A. Tastu, 1867. («exemplar digitalitzat».)